# Fiat Melfi

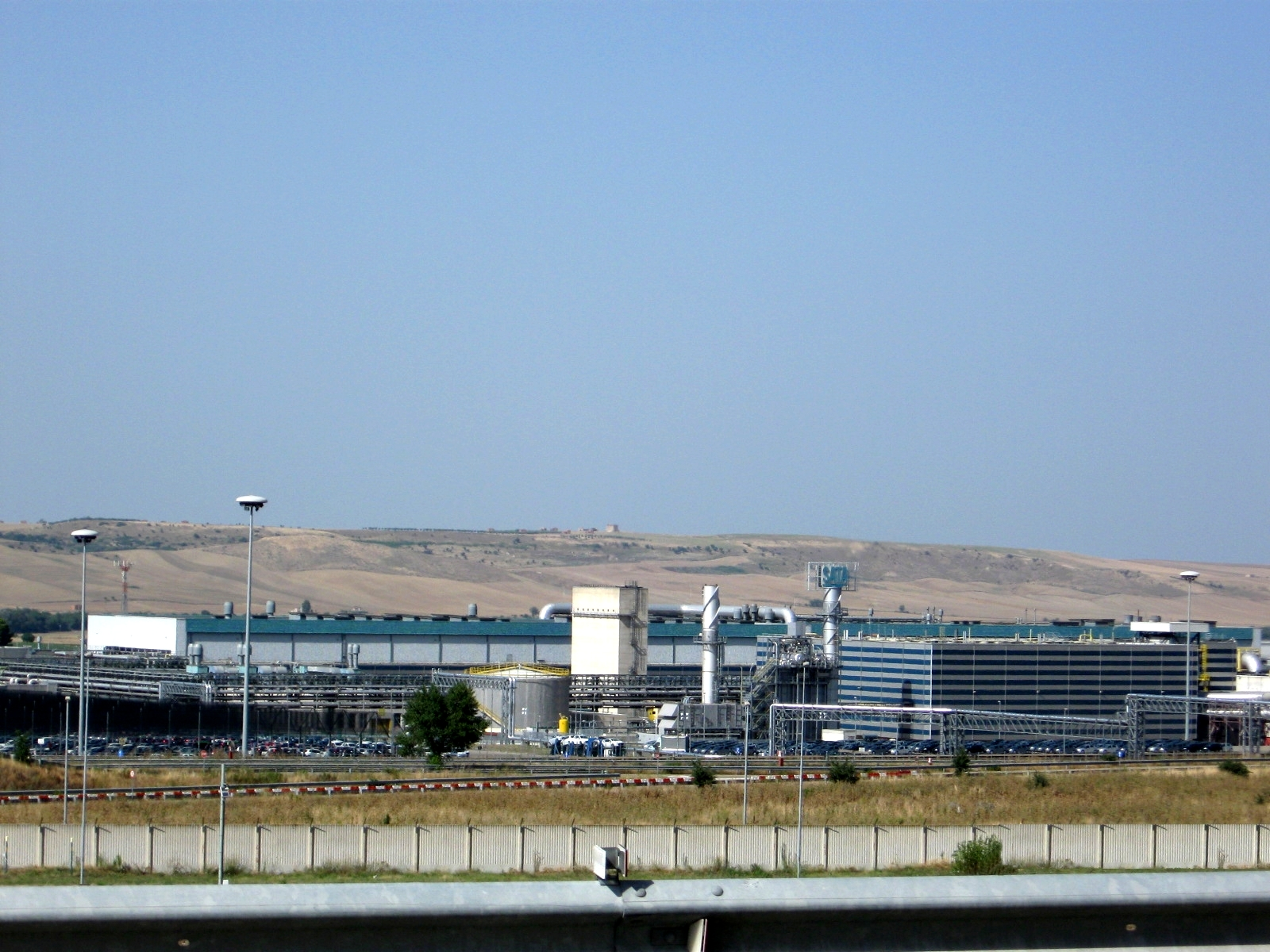
Perspectiva de la fábrica.

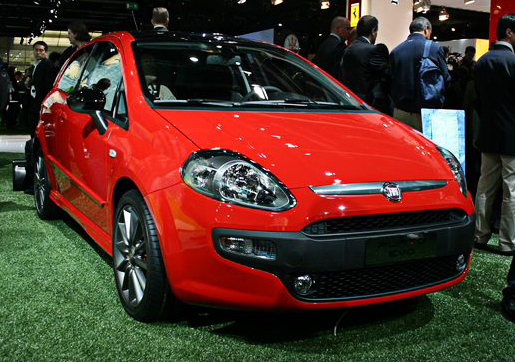
Fiat Punto EVO producido en Melfi.

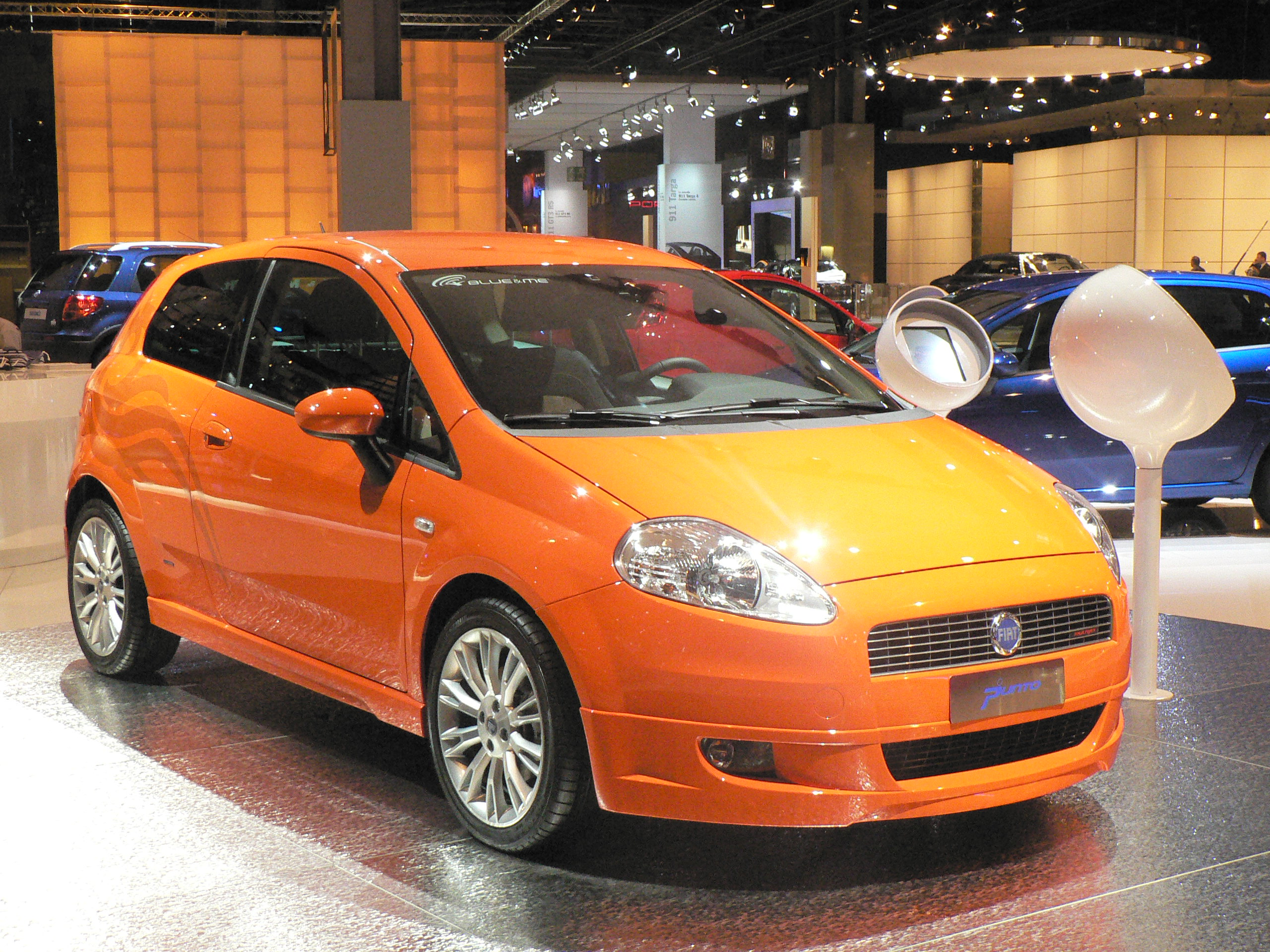
Fiat Grande Punto producido en Melfi.

Fiat Melfi o Fiat-SATA (acrónimo de Società Automobilistica Tecnologia Avanzata) es una de las fábricas de automóviles de Fiat S.p.A. en la comuna de Melfi, Provincia de Potenza, sur de Italia. Su área es de aproximadamente 2.700.000 metros cuadrados, donde trabajan cerca de 5.000 empleados directos y 4.000 personas en empresas de subcontratación. La planta de Melfi tiene una alta productividad haciendo que sea una de las plantas de automóviles más productivas del mundo. Su producción anual es de unos 450.000 vehículos.

## Historia
La fábrica de Melfi fue construida entre 1991 y 1993 en una zona sin experiencia industrial previa con la ayuda del gobierno estatal y local como impulso al empleo en la zona. De los 6.600 millones de liras invertido en total por Fiat S.p.A. en el Sur de Italia, cerca de la mitad procedían de diversas formas de ayuda del gobierno. Su producción comenzó en enero de 1994. En el momento de su inauguración era una de las fábricas más modernas de Europa contando con 230 robots de estampación, otros 66 en la planta de pintura y 36 dedicados al ensamblaje de los vehículos. Construida en un primer momento como fábrica integral, ha ido evolucionando con la creación de diferentes módulos, lo que la ha convertido en una fábrica modular, ejemplo de la evolución del proceso productivo en Fiat. En los meses de marzo y abril de 2004 los trabajadores fueron durante 21 días a la huelga paralizando la producción de la planta. El 17 de mayo de 2010 fabricó el vehículo 5.000.0000 desde el inicio de la producción.

## Producción
En Melfi se han fabricado y fabrican los siguientes vehículos:
- 1994 - 1999: Fiat Punto (1993), 1.200.000 unidades.

- 1995-2003: Lancia Y, 802.605 unidades.

- 1999-2003: Fiat Punto (1999), 1.862.600 unidades.

- 2003-2005: Lancia Ypsilon (2003), 137.843 unidades.

- 2005-presente: Fiat Grande Punto

- 2007-2010: Abarth Grande Punto

- 2009-2018: Fiat Punto EVO

- 2014-presente: Jeep Renegade

- 2014-presente: Fiat 500X
- 2020-presente: Jeep Renegade 4xe
- 2020-presente: Jeep Compass 4xe
- 2020-presente: Jeep Compass
- Primer Jeep eléctrico[2]